# Schweizer Eishockeymeisterschaft 1922/23
Die Saison 1922/23 war die 13. reguläre Austragung der Schweizer Eishockeymeisterschaft. Meister wurde der EHC St. Moritz.

## Hauptrunde

### Serie Ost
Der EHC St. Moritz qualifizierte sich für den Meisterschaftsfinal.

### Serie West

#### Halbfinal
- HC La Chaux-de-Fonds – HC Château-d’Oex 0:8
- Lausanne HC – HC Rosey Gstaad 1:22

#### Final
- HC Rosey Gstaad – HC Château-d’Oex 4:1

## Meisterschaftsfinal
- EHC St. Moritz – HC Rosey Gstaad 3:0